# Ann E. Dunwoody
Ann Elizabeth Dunwoody (sinh ngày 14 tháng 01 năm 1953) là người phụ nữ đầu tiên được phong quân hàm Đại tướng (tướng bốn sao) của Quân đội Hoa Kỳ.. Bà là người đứng đầu Tổng cục Hậu cần của quân đội Hoa Kỳ, quản lý đội ngũ nhân viên hơn 69.000 người trải rộng trên 50 bang và 145 quốc gia.

## Sự nghiệp
Dunwoody sinh tại Fort Belvoir, Virginia. Cha bà là một sĩ quan quân đội chuyên nghiệp, bà và gia đình đã sống ở Đức và Bỉ một thời gian dài lúc bà còn niên thiếu. Sau khi tốt nghiệp trung học, Dunwoody học Đại học Bang New York tại Cortland (State University of New York at Cortland). Trong những năm đầu tiên tại đại học, Dunwoody đã được tham dự một chương trình giới thiệu về quân đội trong bốn tuần lễ. Tại đó, bà bắt đầu quan tâm và yêu thích các hoạt động của quân đội.
Năm 1975, trở thành một trung úy chuyên nghiệp trong Quân đoàn 2 Quartermaster. Đó cũng là lúc bà nhận ra rằng quân đội là niềm đam mê thực sự của bà.
Năm 1992, bà là người phụ nữ đầu tiên chỉ huy một tiểu đoàn thuộc Sư đoàn 82. Năm 2000, bà đã trở thành nữ tướng đầu tiên của Fort Bragg. Bà cũng là người phụ nữ đầu tiên đứng đầu Tổng cục Hậu cần của quân đội Mỹ tại Fort Lee, Virginia vào năm 2004.
Năm 2005, Dunwoody đã trở thành nữ quân nhân đầu tiên đạt được thứ hạng ba sao kể từ khi Trung tướng Claudia Kennedy, cựu Phó Tham mưu trưởng tình báo nghỉ hưu vào năm 2000.
Bà Dunwoody giữ nhiều trọng trách chỉ huy trong quân đội như Phó tham mưu trưởng Lục quân phụ trách hậu cần. Bà phụ trách các đơn vị quân đội, dân sự và các nhà thầu khoán chuyên cung cấp các nguyên vật liệu cho sự phát triển quân đội, các công nghệ mới cùng công tác hỗ trợ, hậu cần..

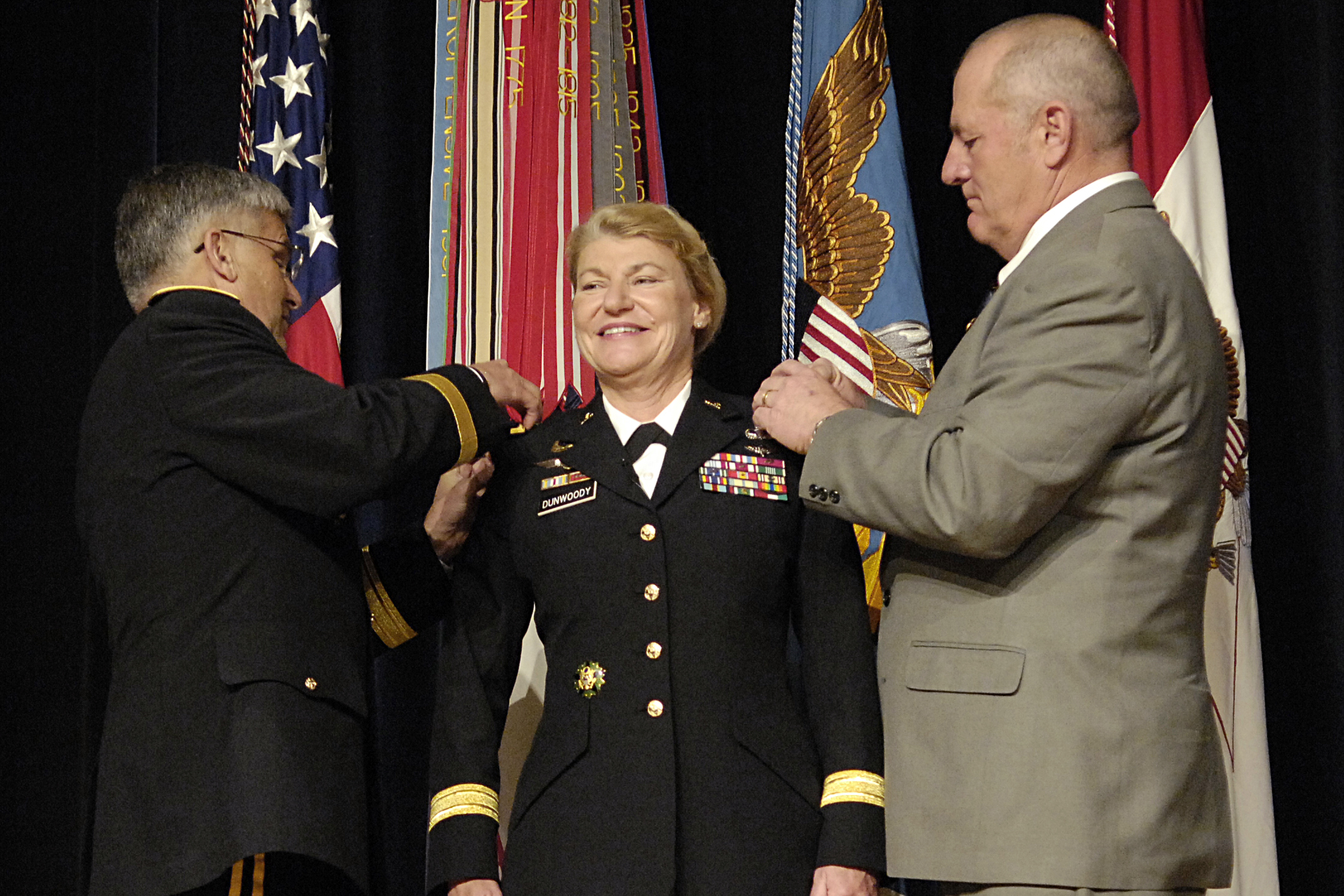
Bà Dunwoody nhận sao Đại tướng, 14/11/2008

Ngày 14 tháng 11 năm 2008, Dunwoody đã trở thành người phụ nữ đầu tiên trong lịch sử quân đội Mỹ đạt được cấp bậc bốn sao. Buổi lễ thăng quân hàm của bà đã được tổ chức tại Lầu Năm Góc, với bài phát biểu giới thiệu của Bộ trưởng Quốc phòng Mỹ Robert Gates và Tham mưu trưởng Quân đội, Tướng George W. Casey
Ngày 15 tháng 8 năm 2012, bà Ann E. Dunwoody đã chính thức về hưu. Buổi lễ đánh dấu sự kiện này đã được tổ chức rất long trọng tại căn cứ quân sự Myer-Henderson Hal, bang Virginia.

## Gia đình
Bà Dunwoody xuất thân từ một gia đình quân nhân. Cha bà đã từng tham gia Thế Chiến thứ Hai và cuộc chiến ở Triều Tiên, chị gái của bà đã từng lái máy bay thuộc lực lượng không quân Hoa Kỳ, cháu gái của bà tham gia lái máy bay chiến đấu ở Afghanistan.